# ناقلة غاز

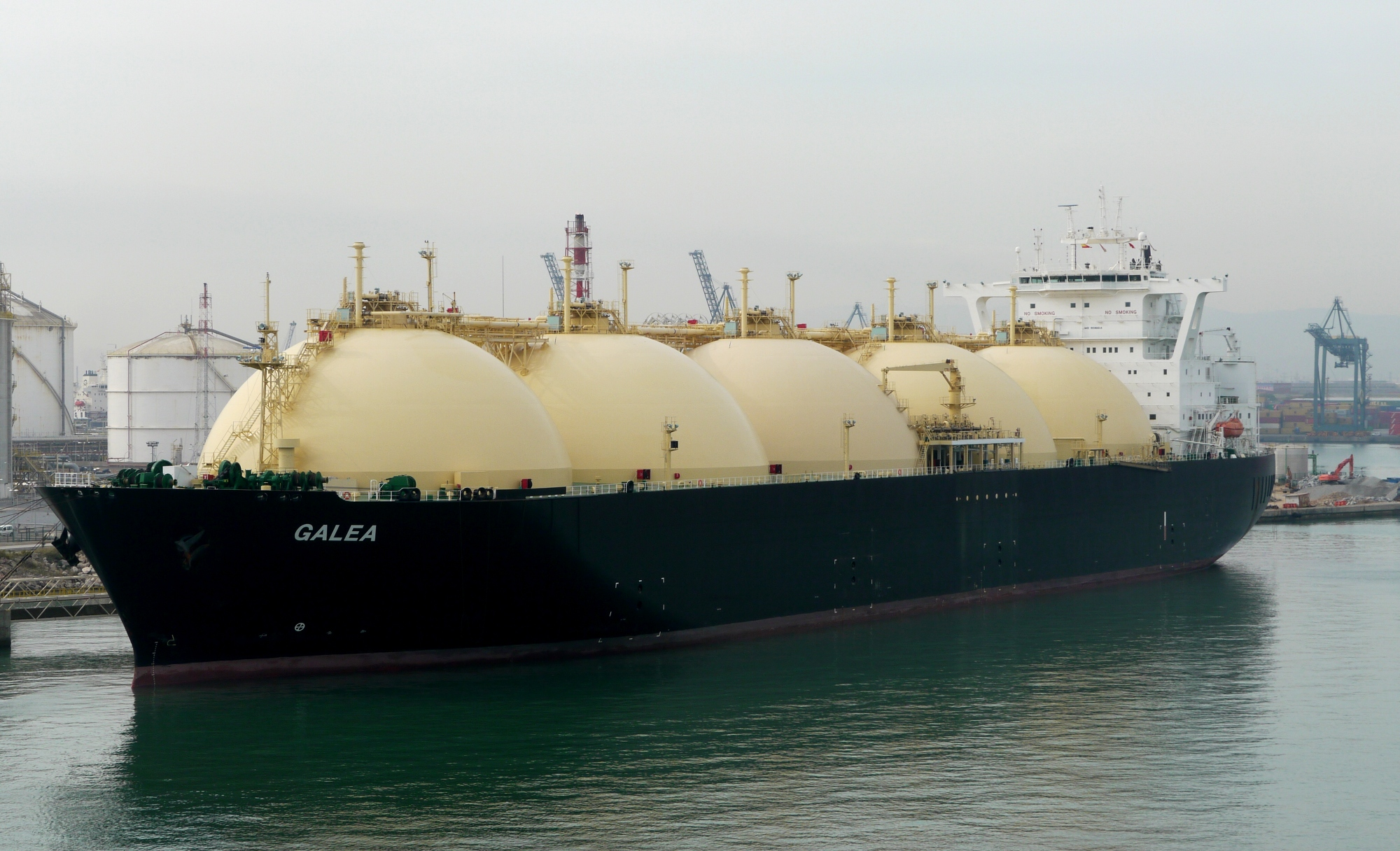

ناقلة الغاز هي سفينة مصممة لنقل الغاز النفطي المسال أو الغاز الطبيعي المسال أو الغازات الكيميائية المسالة بالجملة. وهي تختلف بأنواعها.